# Симфония № 5 (Мясковский)
Симфония № 5 D-dur, op. 18 — сочинение в 4-х частях российского советского композитора Н. Я. Мясковского для оркестра тройного состава (шесть валторн), созданное в 1918 году. Среди сочинений отечественных композиторов — первая симфония, созданная в России после Октябрьской революции. Премьера состоялась в Москве 18 июля 1920 года под управлением Н. А. Малько. Партитура впервые напечатана в 1923 году издательством Музсектора Госиздата. Произведение посвящено В. М. Беляеву.

## История создания
Пятую симфонию Н. Я. Мясковский задумал после Четвёртой — в 1914 году, когда в планах композитора намечалась «тихая симфония (Е, G, D?) в четырёх частях; Andante таинственно с главной темой колыбельного характера», или, согласно Т. Н. Ливановой, ещё ранее — в 1912 году. Но по временным рамкам Четвёртая симфония создавалась внутри Пятой. Обе симфонии сочинялись в Петрограде c 20 декабря 1917 года, когда Мясковский служил в располагавшемся в Адмиралтействе морском генеральном штабе. В Пятую симфонию вошли многие сочинённые во время Первой мировой войны темы, и одна из них — сделанная подо Львовом запись русинской «колядки». В то же время Н. Я. Мясковский усиленно работал над неосуществлённым замыслом оперы «Идиот» по одноимённому роману Ф. М. Достоевского и совместно с П. П. Сувчинским составлял либретто. Композитор окончил клавир 5 апреля 1918 года, оркестровка была завершена летом того же года.
Партитура и авторское переложение для фортепиано в 4 руки впервые были опубликованы в 1923 году издательством Музсектора Госиздата. Переиздания партитуры вышли в 1926 и 1938 годах, новые издания напечатаны издательством оркестротек ССК (1948) и «Музгизом» (1953). П. А. Ламм сделал переложение симфонии для 2-х фортепиано в 8 рук, также имеются переложения 3-й части сочинения И. Петрова для духового оркестра, А. Алявдиной для фортепиано в 2 руки (Музсектор Госиздата, 1927) и В. Крюкова для малого оркестра (Музгиз, 1932). В феврале 1938 года композитор внёс правки при переиздании партитуры.

## Части
Пятая симфония Мясковского состоит из 4-х частей длительностью от 32 минут в исполнении под управлением Геннадия Рождественского до 36 минут под управлением Константина Иванова:
- I. Allegro amabile
- II. Lento (quasi andante)
- III. Allegro burlando
- IV. Allegro risoluto e con brio

## Анализ и оценки
Официальное советское музыковедение положительно и благосклонно оценило Пятую симфонию, относя сочинение к рубежу различных творческих периодов и расценивая его как лучшее симфоническое произведение Мясковского. Т. Н. Ливанова выделяла более сильную, жизненную и яркую Пятую симфонию из ряда предшествующих произведений «душной среды петербургского и московского декаданса», удивлялась неожиданности первой мажорной симфонии вернувшегося с войны композитора, обнаруживала её новизну и прочные связи с традициями «Могучей кучки», отмечала близость её светлого настроения лирике Н. А. Римского-Корсакова и А. К. Лядова. Согласно Т. Н. Ливановой, после исполнения Пятой симфонии в Вене в 1928 году, "критика отметила её русский характер и народное происхождение её тем.
Согласно И. Ф. Кунину, с первого успешного исполнения Пятой симфонии 18 июля 1920 года «начинает своё летоисчисление советский симфонизм». Благодаря стараниям Малько широкая публика тепло встретила обаятельную музыку сочинения, сочетавшего свежесть и глубину с доступностью. Однако, по данным Кунина, ближайшие друзья композитора и участники музыкальных вечеров в квартире Ламма Б. В. Асафьев, П. А. Ламм, В. М. Беляев высказывали более сдержанные оценки: «Её относительная простота, её задушевность показались, по-видимому, чем-то примитивным. От Мясковского ждали совсем иного — сложного по ходу мысли, острого и нового по музыкальным приемам».
Среди проявивших интерес к Пятой симфонии зарубежных дирижёров в июне 1923 года высказал желание исполнить сочинение и С. А. Кусевицкий. Прокофьев писал Мясковскому, что Кусевицкий помнил, как композитор играл ему свой опус в России и положительно отзывался о нём. Предъявлявший высокие требования к собственному творчеству Мясковский сожалел о выборе модного дирижёра: «<…> уж очень она примитивна и немного вульгарна (кроме моего любимого Andante)», и предлагал взамен исполнить Шестую или Седьмую симфонию. В январе 1924 года Прокофьев и Боровский играли Кусевицкому сочинение в 4 руки, когда дирижёр холодно отнёсся к Пятой симфонии и отказался от её исполнения в Париже, после чего Прокофьев написал Мясковскому письмо с острой критикой инструментовки произведения — случай редкий, если не единственный.
Оценка мнения Прокофьева Куниным: «Решительно отверг Пятую симфонию С. С. Прокофьев», — может быть поставлена под сомнение. Музыковед обошёл вниманием важный акцент, когда ближайший друг и младший коллега Мясковского при восклицаниях: «Да! в этой симфонии нескладное, мертвящее влияние Глазунова!», «боже, какой беспросветный Глазунов!» — свои замечания относил к инструментовке: «Нападая так на Вас, я ни слова не говорю про музыку пятой симфонии, я говорю только про приемы письма и оркестровку. Возьмем 5 или 6 (я не касаюсь ни ритма, ни музыки, а только оркестровки и манеры воплощать мысль)». Пятая симфония «на народные темы, сделана в популярном, „народном“ стиле. <…> И всё-таки даже в народной вещи нельзя обращаться к Глазунову».
Прокофьев излагал острые замечания о Пятой симфонии в период поисков более усложнённого хроматизированного стиля начала 1920-х годов, одним из примеров наиболее сложных сочинений того времени может быть созданный летом 1924 года «Квинтет», op. 39. Следующий же период творчества Прокофьева характеризовался поисками «новой простоты».

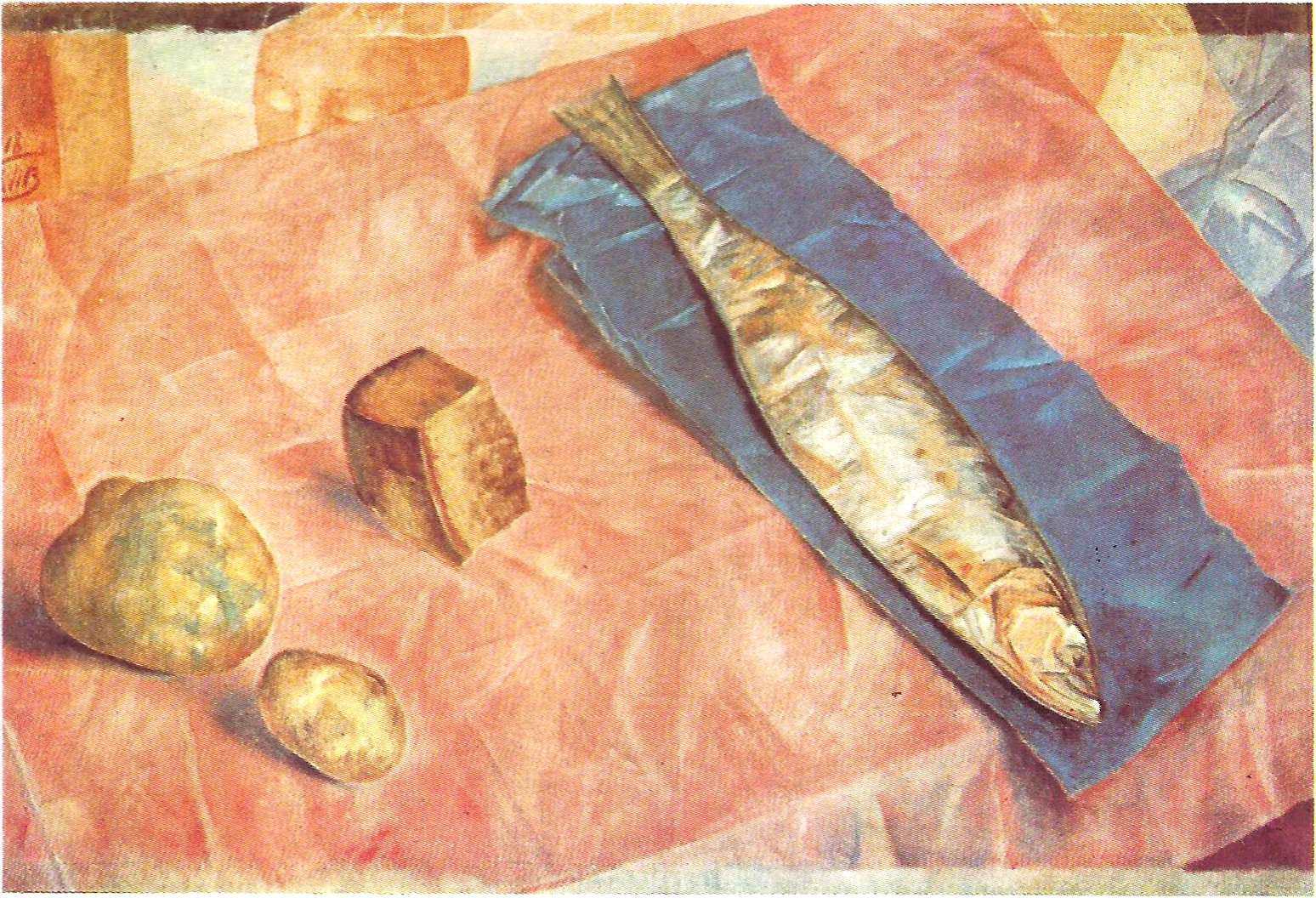
К. С. Петров-Водкин, «Селёдка», 1918

В январе 1924 года, почти через 6 лет после завершения симфонии и спустя 2 года после возвращения к мирной жизни, в ответном письме Мясковский кратко изложил обстоятельства создания сочинения, когда скудный паёк усугублялся голодом интеллектуальным, отсутствием нотного обмена, невозможностью прослушать сочинение в оркестровом исполнении. «Вы совершенно правы, и Кусевицкий тоже прав — её, конечно, нельзя играть в Париже с точки зрения музыканта, то есть с настоящей художественной. В ней бездна Глазунова, в ней бездна плоских звучностей и, вообще, она для меня не представляет собой ничего объективно ценного, а 1-я тема финала даже просто отвратительна. Но, субъективно, я в ней люблю кое-что — редкую для меня текучесть музыки, в особенности в двух средних частях. Инструментовка её, я повторяю, ординарна, а местами (1-я часть — 2-я тема, финал) очень плоска. Тем не менее симфония здесь, при исполнении, всегда производит отличное впечатление, а заключительные белые ноты финала именно так и должны быть — это просто хорал — гимн, и звучит заражающе оглушительно, хотя и провинциально. Впрочем, о ней довольно. <…> Хуже всего, что и 7-я, и 6-я (инструментованная позже) — все носят на себе отпечаток: во-первых, моего невладения оркестром вообще, а во-вторых, невероятного интеллектуального голода, в котором мы эти годы жили, да и сейчас живём».

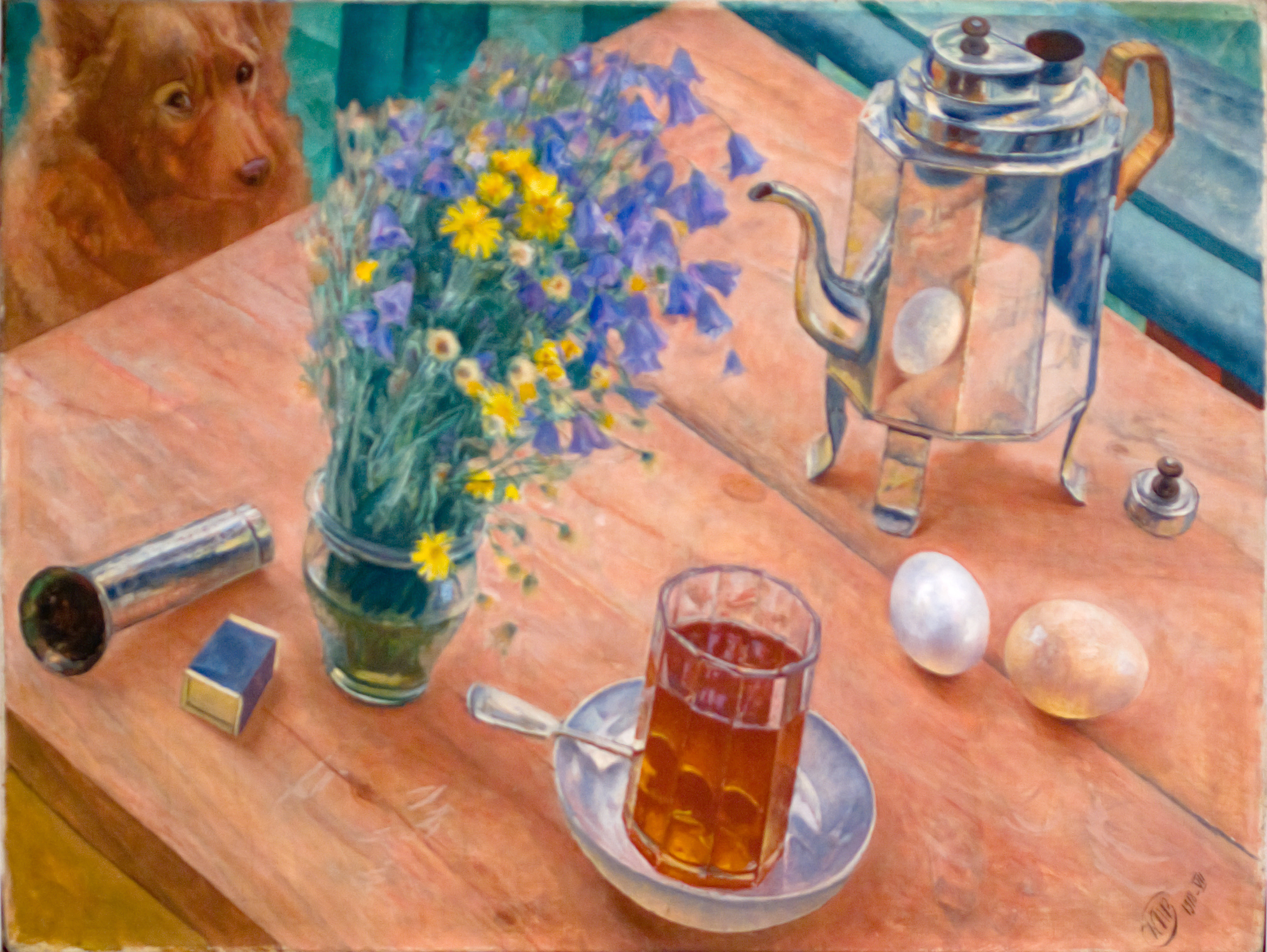
К. С. Петров-Водкин, Утренний натюрморт, 1918

Кунин писал, что в отличие от сверстников композитора молодое поколение иначе воспринимало симфонию: «В музыке Мясковского молодые музыканты улавливали нечто близкое и нужное им». Для Д. Б. Кабалевского не было удивительно, что в период стремления к усложнённости письма «Прокофьев не ощутил свежего дыхания этого сочинения, его глубокой человечности, яркой жизненности его образов, но осудил за внешнюю простоту господствующих в ней приёмов выражения».
Д. В. Житомирский описал своё восприятие следующими словами: «Я лично вспоминаю неизгладимое впечатление от музыки Мясковского, уже начиная с первых исполнений 5-й симфонии: в ней очень нравилась сумрачная, тяжеловатая и мощная (немного от Мусоргского) побочная партия первой части, увлекала мрачноватая энергия финала, нравились терпкие гармонии медленной части, создававшие ощущения горячего, но „скрытого“ лиризма».
Впоследствии исполнения Шестой симфонии несколько заслонили успех и большое значение Пятой. Тем не менее, «мягкий, но отнюдь не лишенный драматической светотени, лиризм, её внутренняя уравновешенность и некоторый объективизм» воплотились в позднем творчестве Мясковского.
Михаил Сегельман писал о свойственной творческому мышлению композитора макроцикличности, наиболее типичным случаем которой считается симфоническая триада, например, «Четвертая, Пятая и Шестая симфонии отмечены единством интонационно-драматургического развития».

## Исполнения
- 1920 — 18 июля первое исполнение в Москве под управлением Н. А. Малько[5]. Встречаются указания другой даты премьеры: 18 августа[21]. Позже в Москве сочинение было исполнено 25 сентября 1922 года[22] и 24 февраля 1924 года в концертах оркестра Большого театра под управлением Э. А. Купера[23]
- 1926 — впервые в США в Филадельфии 2 и 4 января и в Нью-Йорке 5 января Пятую симфонию исполнил Филадельфийский оркестр под управлением Леопольда Стоковского[24], за этим последовала премьера в Чикаго Чикагского симфонического оркестра под управлением Фредерика Стока[25]
- 1934 — 10 января в Ливерпуле под управлением Н. А. Малько[26]

На март 1924 года была назначена премьера в Лондоне в сезоне 1923/24 года Променадных концертов под управлением Генри Вуда, но исполнение было снято с программы. Неточные данные Г. М. Шнеерсона дали основание С. И. Шлифштейну ошибочно полагать, что в сезоне 1923/24 года Генри Вуд представил премьеру Пятой симфонии в Лондоне, о которой также упоминал И. Ф. Кунин: «Вслед за Москвой её услышали в Лондоне (дирижировал Г. Вуд)», но намечавшееся на 8 марта 1924 года исполнение не состоялось.

## Записи
- 1937 — III. Allegro burlando в исполнении оркестра МАЛЕГОТа под управлением Б. Э. Хайкина
- 1953 — ГСО СССР под управлением К. К. Иванова, выпуск на пластинке Д 01446-7[31]
- 1982 — ГСО Министерства культуры под управлением Г. Н. Рождественского, Russian Revelation RV 10069 (1996)
- 1992 — Симфонический оркестр Би-би-си под управлением Эдварда Даунса (Sir Edward Downes), Marco Polo 8.223499 (1993)[32]
- 1991—1993 — Государственный академический симфонический оркестр России под управлением Е. Ф. Светланова, запись из Большого зала Московской консерватории, выпуски:
  - «Русский диск» RDCD 00656 (2001)[33]
  - Olympia — Myaskovsky Complete Symphonic Works Vol. 5 OCD 735 (2002)[34]
  - Warner Classic 2564 69689-8 (2007)[35]

## Комментарии
1. ↑  В некоторых источниках указывается другая дата премьеры — 18 августа 1920 года.
2. ↑  В издании переписки композиторов 1977 года опубликованы не все письма.